# 강수량
강수량(降水量, 영어: amount of precipitation)은 어떤 곳에 일정 기간 동안 내린 물(비, 눈, 우박, 안개 등)의 총량을 말한다.

## 결측치 보완
모종의 이유로 우량관측소에서 일정 기간 자료가 수집되지 않는 경우가 있다. 이런 경우 결측된 값을 이미 관측된 값을 통해 산정해야한다. 가능하면 인접한 세 개의 우량관측소의 데이터를 이용한다. 결측값 산정에는 산술평균법, 정상연강수량 비율법, 역거리제곱법(inverse distance squared method), 등우선보간법(isohyetal interpolation method), 회귀분석기법(regression technique method), 크리깅(kriging)이 있다.
산술평균법은 인접 세 관측소의 정상연평균강수량(normal annual precipitation) NA, NB, NC와 결측된 관측소의 정상연평균강수량 NX의 차가 10% 이내일 때 실시한다.
{\displaystyle \left|{\frac {N_{A,B,C}-N_{X}}{N_{X}}}\right|\leq 10\%}일 때
결측된 강수량 PX는
{\displaystyle P_{X}={\frac {1}{3}}(P_{A}+P_{B}+P_{C})}
PA, PB, PC : 인접 세 관측소의 강수량
{\displaystyle \left|{\frac {N_{A,B,C}-N_{X}}{N_{X}}}\right|>10\%}일 때는 정상연강수량비율법(normal-ratio method)을 사용하며
{\displaystyle P_{X}={\frac {N_{X}}{3}}\left({\frac {P_{A}}{N_{A}}}+{\frac {P_{B}}{N_{B}}}+{\frac {P_{C}}{N_{C}}}\right)}

## 강수량 자료 해석
강수량 자료 해석에는 강우강도(rainfall intensity), 지속기간(duration), 발생빈도(frequency), 지역적인 범위(areal extent)에 대한 분석이 필요하다. 강우강도는 단위 시간에 내린 강우의 양이다. 일정 시간 동안 내린 비의 양을 한 시간으로 환산하여 나타낸 것이다.
지속기간은 강우가 시작되고 끝날 때까지의 시간이다. 강우자료 사용 목적에 따라 다르게 정하며 10분, 1시간, 24시간 등으로 나타낸다.
발생빈도는 재현기간(return period, or recurrence interval)이라고도 한다. 일정한 기간 동안 어떤 크기의 호우가 발생할 횟수 또는 어떤 크기의 호우가 발생하는 데 걸리는 시간을 말한다. 예를 들면 100년의 재현기간을 가진 강우 사상은 특정 해에 그 사상이 1/100의 확률로 발생할 것이라는 의미이다. 이것을 식으로 나타내면
{\displaystyle T={\frac {1}{P}}}
T : 재현기간(년)
P : 초과확률(exceedence probability)
강우의 지역적 범위는 우량계 하나가 대표할 수 있는 공간적 범위를 말한다. 우량계 하나는 점 강우량(point rainfall)을 나타내기 때문에 지역적 범위를 정한다.

## 같이 보기
- 가능최대강수량
- 우량계

## 참고 문헌
- 이재수 (2018). 《수문학》 2판. 구미서관. ISBN 9788982252914.